# Córdoba Open 2020 - Qualificazioni singolare
Le qualificazioni del singolare del Córdoba Open 2020 sono state un torneo di tennis preliminare per accedere alla fase finale della manifestazione. I vincitori dell'ultimo turno sono entrati di diritto nel tabellone principale. In caso di ritiro di uno o più giocatori aventi diritto a questi sono subentrati i lucky loser, ossia i giocatori che hanno perso nell'ultimo turno ma che avevano una classifica più alta rispetto agli altri partecipanti che avevano comunque perso nel turno finale.

## Teste di serie
1. Facundo Bagnis (qualificato)
2. Pedro Sousa (primo turno)
3. Juan Pablo Varillas (ultimo turno, ritirato)
4. Alessandro Giannessi (primo turno)

1. Federico Gaio (ultimo turno, lucky loser)
2. Pedro Martínez (qualificato)
3. Filip Horanský (ultimo turno, lucky loser)
4. João Domingues (primo turno)

## Qualificati
1. Facundo Bagnis
2. Juan Pablo Ficovich

1. Carlos Taberner
2. Pedro Martínez

### Lucky loser
1. Federico Gaio

1. Filip Horanský

## Tabellone

### Legenda
| - Q = Qualificato - WC = Wild card - LL = Lucky loser | - ALT = Alternate - SE = Special Exempt - PR = Protected Ranking | - w/o = Walkover - r = Ritirato - d = Squalificato |

### Sezione 1
|  | Primo turno | Primo turno            | Primo turno   | Primo turno | Primo turno |  |  | Ultimo turno | Ultimo turno   | Ultimo turno   | Ultimo turno | Ultimo turno |  |
|  |             |                        |               |             |             |  |  |              |                |                |              |              |  |
|  | 1           | Facundo Bagnis         | 1             | 6           | 6           |  |  |              |                |                |              |              |  |
|  |             | Mario Vilella Martínez | 6             | 2           | 1           |  |  | 1            | Facundo Bagnis | Facundo Bagnis | 6            | 6            |  |
|  |             | Facundo Mena           | Facundo Mena  | 5           | 2           |  |  | 5            | Federico Gaio  | Federico Gaio  | 4            | 2            |  |
|  | 5           | Federico Gaio          | Federico Gaio | 7           | 6           |  |  |              |                |                |              |              |  |

### Sezione 2
|  | Primo turno | Primo turno         | Primo turno         | Primo turno | Primo turno |  |  | Ultimo turno | Ultimo turno        | Ultimo turno | Ultimo turno | Ultimo turno |  |
|  |             |                     |                     |             |             |  |  |              |                     |              |              |              |  |
|  | 2           | Pedro Sousa         | Pedro Sousa         | 5           | 3           |  |  |              |                     |              |              |              |  |
|  |             | Juan Pablo Ficovich | Juan Pablo Ficovich | 7           | 6           |  |  |              | Juan Pablo Ficovich | 6            | 4            | 6            |  |
|  |             | Andrea Collarini    | Andrea Collarini    | 3           | 4           |  |  | 7            | Filip Horanský      | 2            | 6            | 4            |  |
|  | 7           | Filip Horanský      | Filip Horanský      | 6           | 6           |  |  |              |                     |              |              |              |  |

### Sezione 3
|  | Primo turno | Primo turno         | Primo turno         | Primo turno | Primo turno |  |  | Ultimo turno | Ultimo turno        | Ultimo turno | Ultimo turno | Ultimo turno |  |
|  |             |                     |                     |             |             |  |  |              |                     |              |              |              |  |
|  | 3           | Juan Pablo Varillas | Juan Pablo Varillas | 6           | 7           |  |  |              |                     |              |              |              |  |
|  |             | Thiago Seyboth Wild | Thiago Seyboth Wild | 2           | 6(4)        |  |  | 3            | Juan Pablo Varillas | 3            | 2            | r            |  |
|  |             | Carlos Taberner     | 5                   | 7           | 6           |  |  |              | Carlos Taberner     | 6            | 4            |              |  |
|  | 8           | João Domingues      | 7                   | 5           | 1           |  |  |              |                     |              |              |              |  |

### Sezione 4
|  | Primo turno | Primo turno          | Primo turno | Primo turno | Primo turno |  |  | Ultimo turno | Ultimo turno        | Ultimo turno        | Ultimo turno | Ultimo turno |  |
|  |             |                      |             |             |             |  |  |              |                     |                     |              |              |  |
|  | 4           | Alessandro Giannessi | 1           | 6           | 2           |  |  |              |                     |                     |              |              |  |
|  | WC          | Facundo Díaz Acosta  | 6           | 3           | 6           |  |  | WC           | Facundo Díaz Acosta | Facundo Díaz Acosta | 4            | 3            |  |
|  | WC          | Renzo Olivo          | 7           | 2           | 2           |  |  | 6            | Pedro Martínez      | Pedro Martínez      | 6            | 6            |  |
|  | 6           | Pedro Martínez       | 6(4)        | 6           | 6           |  |  |              |                     |                     |              |              |  |